# Strada provinciale 91 della Val Calepio
La strada provinciale 91 della Val Calepio (o Valcalepio) è un importante asse di comunicazione tra l'hinterland bergamasco e la parte orientale della provincia di Bergamo.

## Percorso
Origina dal vecchio tracciato della strada statale 42 del Tonale e della Mendola presso Albano Sant'Alessandro e continua verso est passando per la zona industriale di San Paolo d'Argon e interseca la provinciale 82 nella zona occidentale di Montello. In centro a Montello c'è un tratto in comune con la provinciale 89 della Val Cavallina. 
Successivamente tocca da sud Gorlago e arriva a Carobbio degli Angeli, lambendo la frazione Cicola. Passato Carobbio, entra in Chiuduno.
Uscita da Chiuduno, passa per Grumello del Monte, ma non è possibile continuarvi in centro. In direzione di Sarnico fa un tratto in comune con la SP 86 e svolta a sinistra in via Nembrini, in via Don Lazzari e successivamente in via San Siro. Svolta a destra in piazza Camozzi e continua dritta in via Nicolai, che diventa via Seriole. Svolta a sinistra in via Brescia (SP85) e alla successiva rotonda si ricongiunge con il tracciato che va nella direzione opposta, un rettilineo in centro al paese di Grumello chiamato via Roma.
Dopo Grumello del Monte entra in Tagliuno e sul confine si trova il primo cartello con la progressiva chilometrica, recante l'indicazione del decimo chilometro. Continua per due chilometri nella frazione Tagliuno dove incontra la SP 84 e la SP 83.
Entra in Calepio e passa a nord del borgo antico, in corrispondenza del rilevamento chilometrico 13. Al 15° chilometro entra in Credaro e incontra la SP 82 che porta a Gandosso. Passa per Villongo e incontra la  SP 79 in direzione Adrara e San Fermo.
Da Villongo scende verso Sarnico e finisce in una rotonda dove passa la Strada statale 469 Sebina Occidentale.
| STRADA PROVINCIALE 91 della Val Calepio                                   | |                        |
| Tipologia                                                                 | Uscita | Comune                 |
|                                                                           | Albano S. Alessandro Bennet | Albano Sant'Alessandro |
|                                                                           | via A. Volta zona industriale | Albano Sant'Alessandro |
|                                                                           | Seriate | San Paolo d'Argon      |
|                                                                           | Gorlago/Trescore Balneario Lovere | San Paolo d'Argon      |
|                                                                           | Montello S.p.A. | Montello               |
|                                                                           | Montello Costa di Mezzate Intesa Sanpaolo Farmacia Montello Dr.ssa Mutti Centro Sportivo Colleoni                                                      | Montello               |
|                                                                           | 1ª uscita: Montello 3ª uscita: Via Sarnico => Calcinate Trescore Balneario 4ª uscita: Via S. Lorenzo => San Paolo d'Argon Seriate Lovere               | Montello               |
|                                                                           | (DESTRA) via S. Pellico Montello-Gorlago (SINISTRA) Calcinate Trescore Balneario                                                                       | Montello               |
|                                                                           | Calcinate zona industriale Gorlago sud | Gorlago                |
|                                                                           | (DESTRA) via Virgilio zona industriale Gorlago sud-est (SINISTRA) via S. Felice => Gorlago                                                             | Gorlago                |
|                                                                           | (DESTRA) via Bolgare => SP 91 bis verso Grumello del Monte e Brusaporto (SINISTRA) via C. di Vittorio Veneto Carobbio                                  | Carobbio               |
|                                                                           | (DESTRA) via don P. Caldara Cascina del Sole RistoRanch (SINISTRA) via don P. Caldara Carobbio Parrocchia di Cicola                                    | Carobbio               |
|                                                                           | (DESTRA) via Mons. Valoti Chiuduno (SINISTRA) via Scalette Santuario B.M.V. Addolorata in S. Michele                                                   | Chiuduno               |
|                                                                           | (DESTRA) via G. Marconi Stadio Comunale (SINISTRA) largo Mons. Vistalli Chiesa Parrocchiale di S. Maria Assunta                                        | Chiuduno               |
|                                                                           | via Valle del Fico (loc. Valle del Fico) Golf Rossera Ristorante Rossera Cimitero                                                                      | Chiuduno               |
|                                                                           | Poste Italiane | Chiuduno               |
|                                                                           | via della Tirna Campo Scuola Trial Chiuduno Servizi Comunali S.p.A. SP 91 bis verso Grumello del Monte e Brusaporto                                    | Chiuduno               |
|                                                                           | via Firenze KASK | Chiuduno               |
|                                                                           | loc. Rovera verso San Pantaleone | Grumello               |
|                                                                           | viale Vittorio Veneto Milano-Venezia casello di Grumello-Telgate via Roma via A. Moro => Chiesa di S. Pantaleone                                       | Grumello               |
| FINE TRONCO ALBANO-GRUMELLO Percorso alternativo verso C. Calepio         | |                        |
| Tipologia                                                                 | Uscita |                        |
|                                                                           | (curva sx) -via G. Nembrini |                        |
|                                                                           | (curva sx) via Nembrini-via don Lazzari |                        |
|                                                                           | (curva sx) via don Lazzari-via S. Siro |                        |
|                                                                           | (curva dx) via San Siro-piazza Camozzi |                        |
|                                                                           | (curva sx) piazza Camozzi-via Seriole |                        |
|                                                                           | (curva sx) via Seriole-via Brescia |                        |
|                                                                           | via Facheris Aqvaclub e piscine comunali di Grumello via Roma Chiesa Parrocchiale di Grumello Farmacia Manganelli                                      |                        |
| Fine percorso alternativo verso C. Calepio INIZIO TRONCO GRUMELLO-SARNICO | |                        |
| Tipologia                                                                 | Uscita | Comune                 |
|                                                                           | (DESTRA) via Roma zona ind. Grumello (SINISTRA) via Dr. L. Signorelli Casa di riposo Madonna del Boldesico Chiesa Madonna del Boldesico torrente Rillo | Grumello               |
|                                                                           | via S. Pertini var zona ind. Grumello nord | Grumello               |
|                                                                           | via A. Moro zona industriale Tagliuno via Morola Casa di riposo Madonna del Boldesico Chiesa Madonna del Boldesico torrente Rillo                      | Tagliuno               |
|                                                                           | via Cantonada consorzio agrario | Tagliuno               |
|                                                                           | via L. Ariosto | Tagliuno               |
|                                                                           | via T. Tasso zona ind. Tagliuno | Tagliuno               |
|                                                                           | (SINISTRA) via Falconi Gandosso (DESTRA) via S. Salvatore                                                                                              | Tagliuno               |
|                                                                           | (DESTRA) via Piave da Sarnico (SINISTRA) via Pelabrocco chiesetta e parco degli Alpini di Tagliuno                                                     | Tagliuno               |
|                                                                           | via I. Marini Villa Clorinda (Municipio di Castelli Calepio)                                                                                           | Tagliuno               |
|                                                                           | (DESTRA) via G. Marconi da Sarnico Milano-Venezia casello di Ponte Oglio (SINISTRA) via C. Battisti scuole medie di Tagliuno da Grumello               | Tagliuno               |
|                                                                           | via S. Rocco () verso Castello e borgo antico di Calepio                                                                                               | Tagliuno               |
|                                                                           | (SINISTRA) via Castagneto scuole medie di Tagliuno (DESTRA) via V. Bellini =>zona residenziale di Calepio                                              | Calepio                |
|                                                                           | via Frate Ambrogio Castello e borgo antico di Calepio                                                                                                  | Calepio                |
|                                                                           | via Casali zona produttiva e supermercato | Calepio                |
|                                                                           | via Unione Sigma Castelli Calepio | Calepio                |
|                                                                           | via S. F. d'Assisi Santuario della Madonna di Lourdes di Credaro                                                                                       | Credaro                |
|                                                                           | via Trento Gandosso | Credaro                |
|                                                                           | Gandosso da Grumello | Credaro                |
|                                                                           | via J. Kennedy Foresto Sparso | Villongo               |
|                                                                           | via F. Pizzigoni zona ind. Villongo Lido Fosio | Villongo               |
|                                                                           | via Loreschi Olimpic Villongo | Villongo               |
|                                                                           | (DESTRA) via G. Puccini zona ind. Villongo (SINISTRA) Ist. Compr. Villongo Poste Italiane Uff. Post. Villongo                                          | Villongo               |
|                                                                           | Gelateria L'Oasi Villongo | Villongo               |
|                                                                           | Adrara S. M. Adrara S. R. Colli di S. Fermo Vigano S. Martino => Seriate/Tonale                                                                        | Villongo               |
|                                                                           | via Piave Centro Sportivo Bortolotti | Sarnico                |
|                                                                           | via Donatori di Sangue Habilita Faccanoni Sarnico | Sarnico                |
|                                                                           | Lovere Palazzolo s.O. Urago d'O. | Sarnico                |
| FINE TRONCO GRUMELLO-SARNICO                                              | |                        |